# Nowy Front Ludowy
Nowy Front Ludowy (fr. Nouveau Front populaire) – francuska koalicja o charakterze lewicowym. Została utworzona przed przedterminowymi wyborami parlamentarnymi we Francji w 2024 roku.
Koalicja składa się z wielu centrolewicowych aż po skrajnie lewicowe partie polityczne. Narodowy Front Ludowy (NFP) zgodził się na wspólny podział kandydatów i stworzenie koalicji politycznej. Jednym z kluczowych punktów koalicji jest uchylenie francuskiej reformy emerytalnej z 2023 roku, która podniosła wiek emerytalny z 62 do 64 lat. Ponadto proponowane są zwiększenia wynagrodzeń w sektorze publicznym oraz świadczeń socjalnych, a także podniesienie płacy minimalnej o 14%.
Dodatkowo NFP planuje zamrożenie cen podstawowych artykułów spożywczych i energii, co miałoby na celu ochronę konsumentów przed inflacją. Finansowanie tych działań miałoby pochodzić z ponownego wprowadzenia podatku od majątku, likwidacji ulg podatkowych dla najbogatszych oraz podwyższenia podatku dochodowego dla najwyżej zarabiających. W kwestiach związanych z polityką zagraniczną i integracją europejską polityka NFP jest bliższa centrolewicy.

## Historia
9 czerwca 2024 roku odbyły się wybory do Parlamentu Europejskiego we Francji, a sondaże exit poll wskazywały, że Zjednoczenie Narodowe uzyskało dwukrotnie więcej głosów niż Renaissance - czyli partia Emmanuela Macrona, co uznano za miażdżącą porażkę urzędującego prezydenta Francji.
Główni przywódcy francuskiej lewicy ostrzegali, że skrajna prawica jest „u drzwi władzy”. NUPES nie zaangażowała się politycznie z powodu rozpadu partii. Z tego powodu Partia Socjalistyczna powróciła jako największa siła francuskiej lewicy, wyprzedzając La France Insoumise (LFI). Partia Socjalistyczna zwiększyła swoje poparcie z 6% do 14%, podczas gdy LFI uzyskała 10%. W reakcji na słabe wyniki — wykorzystując podzieloną lewicę — prezydent Macron rozwiązał parlament, ogłaszając przedterminowe wybory parlamentarne, których pierwsza tura została zaplanowana na 30 czerwca, a druga na 7 lipca 2024.
Po ogłoszeniu nowych wyborów pojawiły się apele o odnowienie NUPES i utworzenie nowego lewicowego sojuszu, w kontekście francuskich protestów przeciwko skrajnej prawicy w 2024 roku. Partia NUPES rozpadła się w 2023 roku z powodu osobistych i politycznych nieporozumień, obejmujących kwestie takie jak energia jądrowa, konflikt Izraela z Palestyną oraz wojna na Ukrainie. Lewicowy polityk z LFI, François Ruffin zaapelował o zapomnienie o NUPES i wezwał wszystkie lewicowe w tym Zielonych, do stworzenia wspólnego frontu ludowego.

### Następstwa
Według ostatecznych wyników Front Ludowy uzyskał 182 miejsca, wyprzedzając Renaissance z 168 miejscami i Zjednoczenie Narodowe z 143 miejscami. Front nie uzyskał większości bezwzględnej. Frekwencja w drugiej turze wyniosła 66,7 proc., natomiast w pierwszej wynosiła 65%.

## Skład NFP

### Partie polityczne
| Partia                                          | Partia                                      | Skrót  | Ideologia                                                  | Pozycja polityczna     | Liderzy                                       | Deputowani do Zgromadzenia Narodowego |
| ----------------------------------------------- | ------------------------------------------- | ------ | ---------------------------------------------------------- | ---------------------- | --------------------------------------------- | ------------------------------------- |
| Francja Niepokorna i jej sojusznicy             |                                             |        |                                                            |                        |                                               |                                       |
|                                                 | Francja Niepokorna                          | LFI    | socjalizm demokratyczny, lewicowy populizm                 | lewica, skrajna lewica | Jean-Luc Mélenchon Manuel Bompard             | 71                                    |
|                                                 | Partia Lewicy                               | PG     | socjalizm demokratyczny, lewicowy populizm                 | lewica                 | Éric Coquerel Danielle Simonnet               | 20                                    |
|                                                 | Ensemble!                                   | E!     | socjalizm, zielony socjalizm                               | lewica                 | kolektywne przywództwo                        |                                       |
|                                                 | Picardie Debout!                            | PD     | lewicowy populizm, regionalizm                             | lewica                 | François Ruffin                               |                                       |
|                                                 | Ekologiczna Rewolucja dla Życia             | REV    | weganizm, ekologia                                         | lewica                 | Aymeric Caron                                 | 1                                     |
|                                                 | Niezależna Partia Robotników                | POI    | marksizm                                                   | skrajna lewica         | kolektywne przywództwo                        |                                       |
|                                                 | Rézistans Égalité 974                       | RÉ974  | socjalizm demokratyczny, regionalizm                       | lewica, skrajna lewica | Jean-Hugues Ratenon                           | 1                                     |
|                                                 | Péyi-A                                      | Péyi-A | separatyzm                                                 | lewica, skrajna lewica | Jean-Philippe Nilor Marcelin Nadeau           | 2                                     |
|                                                 | Eko-socjalistyczna Lewica                   | GES    | zielony socjalizm                                          | lewica                 | kolektywne przywództwo                        |                                       |
|                                                 | Demokratyczna i Socjalna Lewica             | GDS    | socjalizm demokratyczny                                    | lewica                 | Gérard Filoche                                |                                       |
|                                                 | Dla Ludowej i Społecznej Ekologii           | PEPS   | zielony socjalizm                                          | lewica                 | kolektywne przywództwo                        |                                       |
| Ekologiści i sojusznicy                         |                                             |        |                                                            |                        |                                               |                                       |
|                                                 | Ekolodzy                                    | LE     | zielona polityka, alterglobalizm                           | lewica, centrolewica   | Marine Tondelier                              |                                       |
|                                                 | Génération·s                                | G·s    | socjalizm demokratyczny, zielony socjalizm, eurofederalizm | lewica                 | Benoît Hamon                                  |                                       |
|                                                 | Alzacka Alternatywa                         | AA     | socjalizm demokratyczny, regionalizm                       | lewica                 |                                               |                                       |
|                                                 | Pokolenie Ekologii                          | GE     | zielona polityka, ekofeminizm                              | lewica                 | Delphine Batho                                |                                       |
|                                                 | Ensemble Sur Nos Territoires                | ET     | zielona polityka, regionalizm                              | lewica                 | Ronan Dantec                                  |                                       |
|                                                 | Heiura-Les Verts                            | Heiura | zielona polityka                                           | lewica                 | Jacky Bryant                                  |                                       |
| Partia Socjalistyczna i jej sojusznicy          |                                             |        |                                                            |                        |                                               |                                       |
|                                                 | Partia Socjalistyczna                       | PS     | socjaldemokracja, socjalizm demokratyczny                  | lewica, centrolewica   | Olivier Faure                                 | 63                                    |
|                                                 | Place Publique                              | PP     | socjaldemokracja                                           | centrolewica           | Aurore Lalucq Raphaël Glucksmann              | 1                                     |
|                                                 | Wspólny Paryż                               | PeC    | socjaldemokracja, zielony socjalizm, regionalizm           | lewica, centrolewica   | Anne Hidalgo                                  |                                       |
|                                                 | Progresywna Demokratyczna Partia Gwadelupy  | PPDG   | socjaldemokracja, postmarksizm                             | lewica, centrolewica   | Jacques Bangou                                | 1                                     |
|                                                 | Gujańska Partia Socjalistyczna              | PSG    | socjalizm demokratyczny, autonomizm                        | lewica                 | Marie-Josée Lalsie                            |                                       |
|                                                 | Mouvement populaire franciscain             | MPF    | autonomizm                                                 | lewica                 | Maurice Antiste                               |                                       |
|                                                 | Progresywna Partia Martyniki                | PPM    | socjalizm demokratyczny, autonomizm                        | lewica                 | Didier Laguerre                               |                                       |
|                                                 | Build the Martinique Country                | BPM    | postmarksizm, lewicowy nacjonalizm                         | lewica                 | Pierre Samot                                  |                                       |
|                                                 | Le Progrès                                  | LP     | socjaldemokracja, regionalizm                              | lewica                 | Patrick Lebreton                              | 1                                     |
| Francuska Partia Komunistyczna i jej sojusznicy |                                             |        |                                                            |                        |                                               |                                       |
|                                                 | Francuska Partia Komunistyczna              | PCF    | komunizm                                                   | lewica, skrajna lewica | Fabien Roussel                                | 12                                    |
|                                                 | Humains et dignes                           | HeD    | socjalizm demokratyczny                                    | lewica                 | Muriel Ressiguier                             |                                       |
|                                                 | Republikańska i Socjalistyczna Lewica       | GRS    | socjalizm                                                  | lewica                 | Emmanuel Maurel                               | 1                                     |
|                                                 | Radykałowie Lewicy                          | LRDG   | radykalizm                                                 | centrolewica           | Stéphane Saint-André Isabelle Amaglio-Térisse |                                       |
|                                                 | L'Engagement                                | L'E    | socjalizm                                                  | lewica, centrolewica   | Arnaud Montebourg                             |                                       |
|                                                 | Citizen and Republican Movement             | MRC    | lewicowy gaullizm, niezależność narodowa                   | lewica                 | Jean-Luc Laurent                              |                                       |
|                                                 | Republika i Socjalizm                       | ReS    | lewicowy gaullizm, niezależność narodowa                   | lewica                 | Lucien Jallamion                              |                                       |
|                                                 | Dla Réunion                                 | PLR    | socjalizm demokratyczny, postmarksizm, regionalizm         | lewica                 | Huguette Bello                                | 2                                     |
|                                                 | Tāvini Huiraʻatira                          | TH     | lewicowy nacjonalizm separatyzm                            | lewica, centrolewica   | Oscar Temaru                                  | 1                                     |
|                                                 | Komunistyczna Partia Martyniki              | MCP    | komunizm                                                   | skrajna lewica         | Georges Erichot                               |                                       |
|                                                 | Komunistyczna Partia Réunionu               | PCR    | komunizm                                                   | skrajna lewica         | Élie Hoarau                                   |                                       |
|                                                 | Ruch Dekolonizacji i Emancypacji Społecznej | MDES   | marksizm                                                   | skrajna lewica         | Fabien Canavy                                 | 1                                     |
|                                                 | Komunistyczna Partia Gwadelupy              | PCG    | komunizm                                                   | skrajna lewica         | Alain-Félix Flémin                            |                                       |
|                                                 | Ruch Niepodległości Martyniki               | MIM    | lewicowy nacjonalizm separatyzm                            | lewica                 | Alfred Marie-Jeanne                           |                                       |
|                                                 | Martinican Democratic Rally                 | RDM    | socjaldemokracja                                           | lewica                 | Claude Lise                                   |                                       |
| Inni                                            |                                             |        |                                                            |                        |                                               |                                       |
|                                                 | Nowa Partia Antykapitalistyczna             | NPA–B  | socjalizm, antykapitalizm                                  | skrajna lewica         | kolektywne przywództwo                        | 1                                     |
|                                                 | New Deal                                    | ND     | progresywizm                                               | lewica, centrolewica   | Arnaud Lelache Aline Mouquet                  |                                       |
|                                                 | Ruch Progresywistów                         | MdP    | progresywizm                                               | lewica, centrolewica   | François Béchieau                             |                                       |
|                                                 | Allons enfants                              | AE     | socjalliberalizm                                           | centrolewica           | Félix David-Rivière                           |                                       |
|                                                 | Partia Piratów                              | PP     | polityka piracka                                           | synkretyzm             | kolektywne przywództwo                        |                                       |
|                                                 | Walwari                                     |        | socjalizm demokratyczny                                    | lewica, centrolewica   | Christiane Taubira                            |                                       |
|                                                 | Bretońska Unia Demokratyczna                | UDB    | bretoński nacjonalizm                                      | lewica                 | Tifenn Siret Pierre-Emmanuel Marais           |                                       |
|                                                 | Euskal Herria Bai                           | EHBai  | lewica baskijska                                           | lewica                 |                                               | 1                                     |
|                                                 | Inseme a Manca                              | IaM    | zielony socjalizm                                          | lewica                 |                                               |                                       |
|                                                 | Ghjuventù di Manca                          | GdM    | zielona polityka                                           | lewica                 |                                               |                                       |
|                                                 | A Manca                                     | AM     | autonomizm Korsyki                                         | skrajna lewica         |                                               |                                       |
|                                                 | Union pour la Sécurité de Mayotte           | USM    | regionalizm                                                | lewica                 |                                               |                                       |
|                                                 | Ecologia Sulidaria                          | ES     | zielona polityka                                           | lewica                 |                                               |                                       |
|                                                 | L'Après                                     |        | zielony socjalizm                                          | lewica                 |                                               |                                       |

### Związki zawodowe
| Centrale związkowe                         | Skrót | Liderzy                          |
| ------------------------------------------ | ----- | -------------------------------- |
| Powszechna Konfederacja Pracy              | CGT   | Sophie Binet                     |
| Francuska Demokratyczna Konfederacja Pracy | CFDT  | Marylise Leon                    |
| Narodowa Unia Autonomicznych Związków      | UNSA  | Laurent Escure                   |
| Federacja Zjednoczonych Związków           | FSU   | Benoît Teste                     |
| Związek Zawodowy „Solidarni”               | SUD   | Julie Ferrua i Murielle Guilbert |

### Organizacje
| Organization | Organization                                             | Skrót | Ideologia                       | Pozycja polityczna | Leader(s)              |
| ------------ | -------------------------------------------------------- | ----- | ------------------------------- | ------------------ | ---------------------- |
|              | Obywatelska Inicjatywa Opodatkowania Obrotu Kapitałowego | ATTAC | aterglobalizacja podatek Tobina | lewica             | kolektywne przywództwo |
|              | Jeune Garde Antifasciste                                 | JGA   | antyfaszyzm                     | skrajna lewica     | kolektywne przywództwo |
|              | Association Démocratie Écologie Solidarité               | ADES  | zielony socjalizm               | lewica             | kolektywne przywództwo |
|              | Révolution                                               |       | trockizm                        | skrajna lewica     | kolektywne przywództwo |

### Wsparcie zewnętrzne
| Partia | Partia                                                | Skrót | Ideologia                    | Pozycja polityczna | Liderzy           |
| ------ | ----------------------------------------------------- | ----- | ---------------------------- | ------------------ | ----------------- |
|        | Lewicowa Partia Radykalna                             | PRG   | socjalliberalizm, radykalizm | centrolewica       | Guillaume Lacroix |
|        | Citoyenneté, action, participation pour le XXI siècle | Cap21 | zielony liberalizm           | centrum            | Corinne Lepage    |